# Cieśnina Beringa
Cieśnina Beringa (ang. Bering Strait, ros. Берингов пролив – Bieringow proliw) – cieśnina między Azją a Ameryką Północną. Cieśnina łączy Morze Czukockie z Morzem Beringa, czyli Ocean Arktyczny z Oceanem Spokojnym. Jej szerokość wynosi około 85 km, a głębokość od 30 do 50 m.

## Przylądki
Po rosyjskiej stronie cieśniny znajduje się Przylądek Dieżniowa, część Półwyspu Czukockiego, po amerykańskiej Przylądek Księcia Walii na Półwyspie Seward.

## Wyspy
Pośrodku cieśniny położone są dwie wyspy: rosyjska Wyspa Ratmanowa i należąca do Stanów Zjednoczonych – Little Diomede Island.

## Linia zmiany daty
Pomiędzy tymi wyspami przebiega linia zmiany daty i granica między Stanami Zjednoczonymi a Rosją.

## Historia
Cieśnina odkryta pierwszy raz przez Siemiona Dieżniowa w 1648, po raz drugi w 1728 przez będącego w rosyjskiej służbie, duńskiego odkrywcę Vitusa Beringa, od którego pochodzi nazwa cieśniny.